# Gross Fusshorn
Gross Fusshorn är en bergstopp i Schweiz.   Den ligger i distriktet Brig och kantonen Valais, i den centrala delen av landet, 70 km sydost om huvudstaden Bern. Toppen på Gross Fusshorn är 3 627 meter över havet, eller 134 meter över den omgivande terrängen. Bredden vid basen är 0,37 km.
Terrängen runt Gross Fusshorn är huvudsakligen mycket bergig. Närmaste större samhälle är Naters, 11,7 km söder om Gross Fusshorn. 
Trakten runt Gross Fusshorn består i huvudsak av gräsmarker. Runt Gross Fusshorn är det ganska glesbefolkat, med 29 invånare per kvadratkilometer.